# White Away
White Away är en dansk näthandel som säljer vitvaror som grundades 2003 av Johannes Gadsbøll. Företaget har egna lager i Eskilstuna i Sverige samt två lager i Danmark i Århus och Taulov. Det internationella huvudkontoret ligger i danska Risskov. White Away etablerade sig på den svenska marknaden år 2010. White Away omsatte år 2010 250 miljoner kronor på årsbasis och har dubblat omsättningen år från år. Företaget har även verksamhet i Norge och planerar att etablera sig i Finland och Island i framtiden.